# Stenopetalum anfractum
Stenopetalum anfractum är en korsblommig växtart som beskrevs av Elizabeth Anne Shaw. Stenopetalum anfractum ingår i släktet Stenopetalum och familjen korsblommiga växter. Inga underarter finns listade i Catalogue of Life.

## Bildgalleri

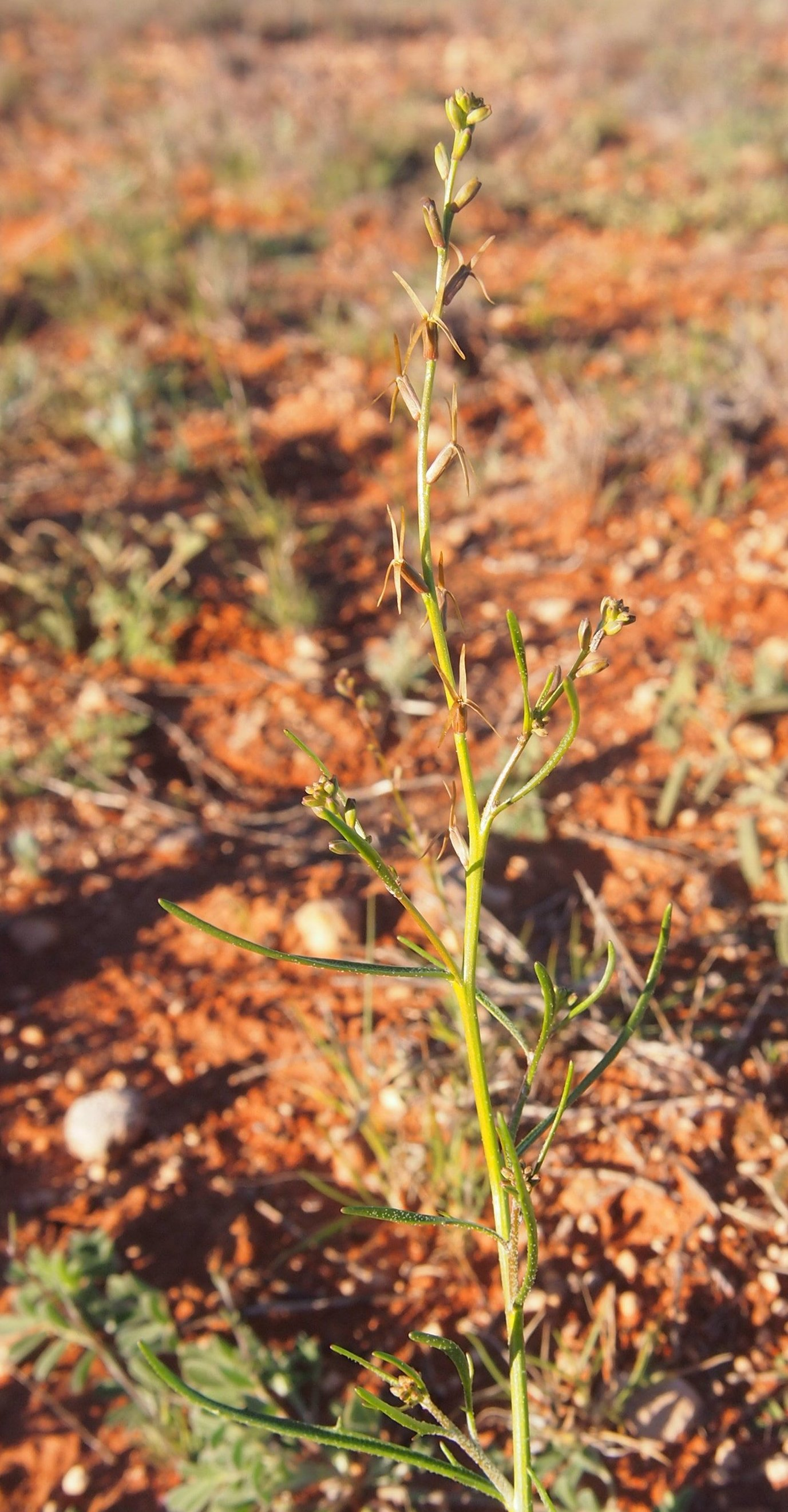
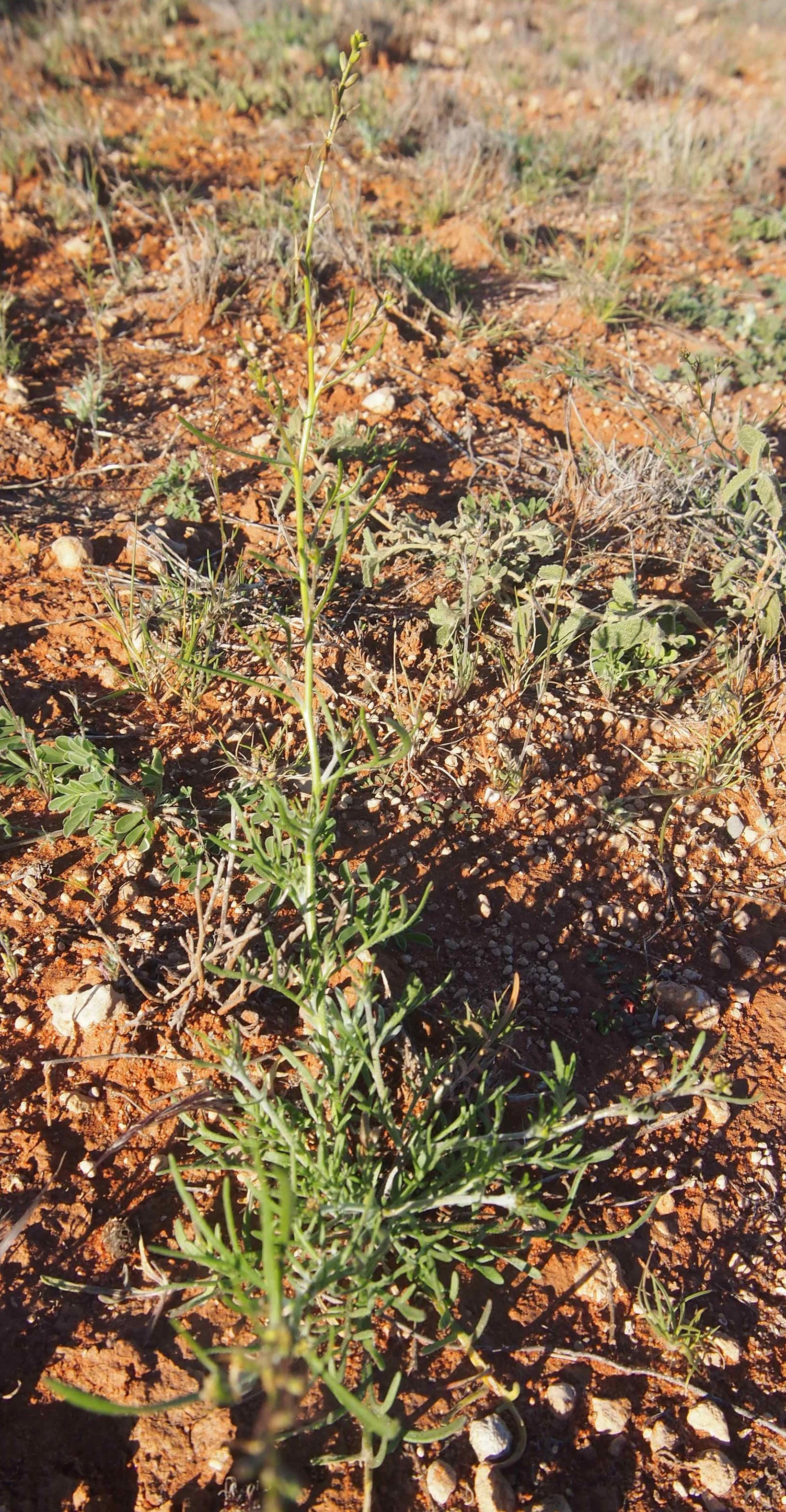
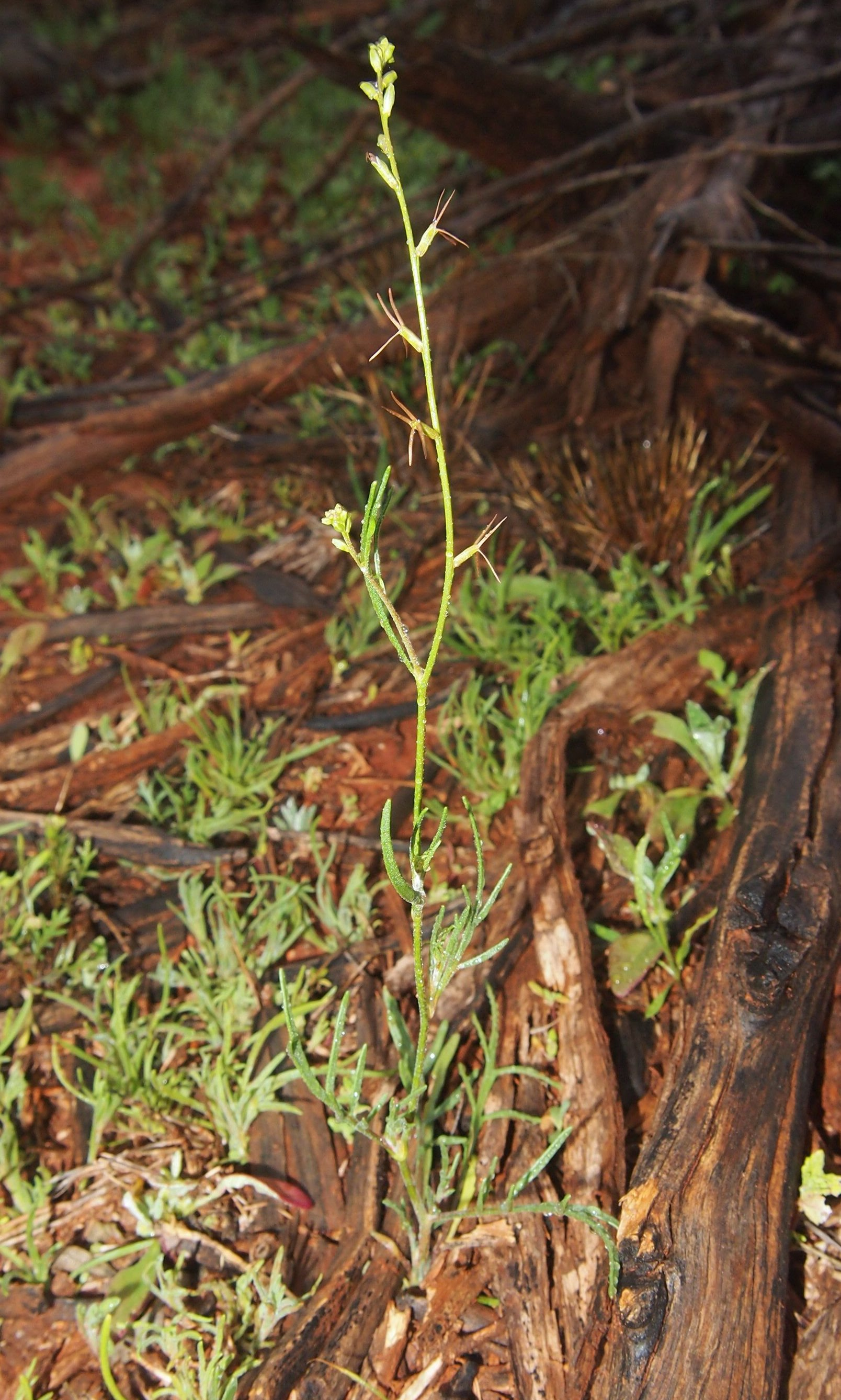